# Breitenwang
Breitenwang este un oraș în Austria.